# Superliga de China 2021
La temporada 2021 fue la 18.ª edición de la máxima categoría del fútbol en la República Popular de China desde el establecimiento de la Superliga de China en el año 2004.  El patrocinador del título de la liga fue Ping An Insurance.
La temporada comenzó el 20 de abril de 2021 y finalizó el 12 de enero de 2022.

## Datos generales

### Ascensos y descensos
| Pos. | Equipos disueltos en 2021 |
| ---- | ------------------------- |
| 1.º  | Jiangsu                   |

| Pos. | Ascendidos de la China League One 2020 |
| ---- | -------------------------------------- |
| 1.º  | Changchun Yatai                        |

## Equipos
| Beijing Guoan                             | Pekín     | Slaven Bilić         | Estadio Beijing Fengtai             | 66 161 |
| Cangzhou Mighty Lions                     | Cangzhou  | Afshin Ghotbi        | Estadio Cangzhou                    | 31 836 |
| Changchun Yatai                           | Changchun | Chen Yang            | Estadio Changchun                   | 38 500 |
| Chongqing Lifan                           | Chongqing | Chang Woe-ryong      | Chongqing Olympic Sports Center     | 58 660 |
| Dalian Pro                                | Dalian    | José González        | Dalian Sports Centre Stadium        | 61 000 |
| Guangzhou                                 | Cantón    | Fabio Cannavaro      | Estadio Tianhe                      | 58 500 |
| Guangzhou City                            | Cantón    | Jean-Paul van Gastel | Estadio Yuexiushan                  | 18 000 |
| Hebei FC                                  | Langfang  | Kim Jong-boo         | Estadio Langfang                    | 33 572 |
| Henan Jianye                              | Zhengzhou | Javier Pereira       | Estadio Zhengzhou Hanghai           | 29 000 |
| Qingdao FC                                | Qingdao   | Wu Jingui            | Estadio Conson                      | 45 000 |
| Shandong Taishan                          | Jinan     | Hao Wei              | Jinan Olympic Sports Center Stadium | 60 000 |
| Shanghai Port                             | Shanghái  | Ivan Leko            | Estadio Pudong Football             | 37 000 |
| Shanghái Shenhua                          | Shanghái  | Choi Kang-hee        | Estadio Hongkou                     | 33 060 |
| Shenzhen                                  | Shenzhen  | Carlos Granero       | Shenzhen Universiade Sports Centre  | 32 500 |
| Wuhan FC                                  | Wuhan     | Li Xiaopeng          | Dongxihu Sports Centre              | 22 140 |
| Tianjin Jinmen Tiger                      | Tianjin   | Yu Genwei            | Estadio Olímpico                    | 54 696 |
| Datos actualizados al 20 de julio de 2021 |           |                      |                                     |        |

### Jugadores extranjeros
El número de jugadores extranjeros está restringido a seis inscritos por equipo. Un equipo puede convocar máximo cuatro jugadores foráneos y usar máximo hasta tres jugadores extranjeros en el campo por juego. Adicionalmente, con el objetivo de potenciar los jugadores locales cada equipo tendrá la obligación de convocar, como mínimo, dos jugadores sub-23 en cada partido, teniendo que estar uno de ellos, obligatoriamente, en el once titular. Los jugadores de Hong Kong, Macao y China Taipéi son considerados como jugadores nacionales.
| Equipo                 | Jugador 1          | Jugador 2           | Jugador 3            | Jugador 4         | Jugador 5              | Nacionalizados                                                                             | Hong Kong/Macao/ Taiwán | Reservas | Antiguos |
| ---------------------- | ------------------ | ------------------- | -------------------- | ----------------- | ---------------------- | ------------------------------------------------------------------------------------------ | ----------------------- | -------- | -------- |
| Beijing Guoan          | Fernando           | Renato Augusto      | Cédric Bakambu       | Jonathan Viera    | Kim Min-jae            | → Nico Yennaris → John Hou Sæter                                                           |                         |          |          |
| Cangzhou Mighty Lions  |                    |                     |                      |                   |                        |                                                                                            |                         |          |          |
| Changchun Yatai        | Erik               | Serginho            | Lucas Souza          | Richairo Živković | Aaron Samuel           |                                                                                            | Chen Po-liang           |          |          |
| Chongqing Lifan        | Marcelo Cirino     | Fernandinho         | Alan Kardec          | Marcinho          | Adrian Mierzejewski    |                                                                                            |                         |          |          |
| Dalian Pro             | Jailson            | Emmanuel Boateng    | Marek Hamšík         | Marcus Danielson  | Sam Larsson            |                                                                                            | Alex Akande             |          |          |
| Guangzhou              | Paulinho           | Talisca             |                      |                   |                        | → Alan Carvalho → Aloísio → Elkeson → Fernando Henrique → Ricardo Goulart → Tyias Browning |                         |          |          |
| Guangzhou City         | Caio Dantas        | Guilherme           | Mousa Dembélé        | Gustav Svensson   |                        |                                                                                            | Tan Chun Lok            |          |          |
| Hebei                  | Samir Memišević    | Marcão              | Paulinho             | Buya Turay        |                        |                                                                                            |                         |          |          |
| Henan Songshan Longmen | Toni Šunjić        | Henrique Dourado    | Ivo                  | Fernando Karanga  |                        |                                                                                            | Tim Chow                |          |          |
| Qingdao                | Dejan Radonjić     | Romain Alessandrini | Fredrik Ulvestad     | Jagoš Vuković     | Denis Popović          |                                                                                            |                         |          |          |
| Shandong Taishan       | Marouane Fellaini  | Moisés              | Róger Guedes         | Tamás Kádár       | Son Jun-ho             |                                                                                            |                         | Leonardo |          |
| Shanghái Port          | Aaron Mooy         | Marko Arnautović    | Ricardo Lopes        | Oscar             | Ante Majstorović       |                                                                                            |                         |          |          |
| Shanghái Shenhua       | Christian Bassogog | Giovanni Moreno     | Miller Bolaños       | Kim Shin-wook     | Obafemi Martins        | → Alexander N'Doumbou                                                                      |                         |          |          |
| Shenzhen               | John Mary          | Harold Preciado     | Morteza Pouraliganji | Ole Selnæs        | Juan Fernando Quintero |                                                                                            | Dai Wai Tsun            |          |          |
| Wuhan                  | Léo Baptistão      | Rafael Silva        | Jean Evrard Kouassi  | Daniel Carriço    |                        |                                                                                            |                         |          |          |
| Tianjin Jinmen Tiger   |                    |                     |                      |                   |                        |                                                                                            |                         |          |          |

## Temporada regular

### Grupo A (Zona Guangzhou)

#### Clasificación
| Pos. | Equipo                        | Pts. | PJ | G  | E | P  | GF | GC | Dif. | Clasificación o descenso       |
| ---- | ----------------------------- | ---- | -- | -- | - | -- | -- | -- | ---- | ------------------------------ |
| 1    | Shandong Taishan              | 33   | 14 | 10 | 3 | 1  | 30 | 10 | +20  | Clasifican al Grupo Campeonato |
| 2    | Guangzhou                     | 30   | 14 | 9  | 3 | 2  | 39 | 14 | +25  | Clasifican al Grupo Campeonato |
| 3    | Shenzhen                      | 24   | 14 | 7  | 3 | 4  | 24 | 18 | +6   | Clasifican al Grupo Campeonato |
| 4    | Guangzhou City                | 21   | 14 | 5  | 6 | 3  | 21 | 21 | 0    | Clasifican al Grupo Campeonato |
| 5    | Henan Songshan Longmen        | 18   | 14 | 4  | 6 | 4  | 13 | 14 | −1   | Clasifican al Grupo Descenso   |
| 6    | Chongqing Liangjiang Athletic | 11   | 14 | 3  | 2 | 9  | 16 | 28 | −12  | Clasifican al Grupo Descenso   |
| 7    | Cangzhou Mighty Lions         | 10   | 14 | 2  | 4 | 8  | 13 | 23 | −10  | Clasifican al Grupo Descenso   |
| 8    | Qingdao                       | 7    | 14 | 2  | 1 | 11 | 6  | 34 | −28  | Clasifican al Grupo Descenso   |

 Fuente: CSL, Soccerway
Criterios de clasificación: 

- Durante la temporada: 1) Puntos; 2) Gol diferencia; 3) Goles anotados.
- Después de la temporada: 1) Puntos; 2) Puntos en partidos directos; 3) Gol diferencia en partidos directos; 4) Goles anotados en partidos directos; 5) Puntuaciones promedio de la liga de reserva y las ligas juveniles.

#### Resultados
| Local \ Visitante             | CZL | CQL | GZH | GZC | HSL | QDA | SDT | SZH |
| ----------------------------- | --- | --- | --- | --- | --- | --- | --- | --- |
| Cangzhou Mighty Lions         |     | 1–1 | 0–2 | 0–2 | 0–0 | 2–0 | 0–2 | 2–1 |
| Chongqing Liangjiang Athletic | 2–2 |     | 1–5 | 4–0 | 3–2 | 1–0 | 0–2 | 0–3 |
| Guangzhou                     | 5–2 | 3–1 |     | 2–2 | 2–0 | 5–0 | 2–1 | 2–0 |
| Guangzhou City                | 0–0 | 3–1 | 3–3 |     | 1–1 | 4–2 | 1–3 | 2–4 |
| Henan Songshan Longmen        | 2–1 | 1–0 | 1–1 | 1–1 |     | 2–0 | 1–1 | 1–2 |
| Qingdao                       | 2–1 | 1–0 | 0–6 | 0–1 | 0–1 |     | 0–5 | 1–4 |
| Shandong Taishan              | 2–1 | 3–1 | 1–0 | 0–0 | 2–0 | 2–0 |     | 4–2 |
| Shenzhen                      | 2–1 | 2–1 | 2–1 | 0–1 | 0–0 | 0–0 | 2–2 |     |

### Grupo B (Zona Suzhou)

#### Clasificación
| Pos. | Equipo               | Pts. | PJ | G | E | P  | GF | GC | Dif. | Clasificación o descenso       |
| ---- | -------------------- | ---- | -- | - | - | -- | -- | -- | ---- | ------------------------------ |
| 1    | Changchun Yatai      | 28   | 14 | 8 | 4 | 2  | 23 | 11 | +12  | Clasifican al Grupo Campeonato |
| 2    | Shanghái Port        | 28   | 14 | 8 | 4 | 2  | 30 | 7  | +23  | Clasifican al Grupo Campeonato |
| 3    | Beijing Guoan        | 24   | 14 | 7 | 3 | 4  | 19 | 16 | +3   | Clasifican al Grupo Campeonato |
| 4    | Hebei                | 23   | 14 | 6 | 5 | 3  | 12 | 11 | +1   | Clasifican al Grupo Campeonato |
| 5    | Shanghái Shenhua     | 22   | 14 | 6 | 4 | 4  | 21 | 17 | +4   | Clasifican al Grupo Descenso   |
| 6    | Wuhan                | 11   | 14 | 1 | 8 | 5  | 11 | 19 | −8   | Clasifican al Grupo Descenso   |
| 7    | Tianjin Jinmen Tiger | 9    | 14 | 2 | 3 | 9  | 11 | 29 | −18  | Clasifican al Grupo Descenso   |
| 8    | Dalian Pro           | 7    | 14 | 2 | 1 | 11 | 12 | 29 | −17  | Clasifican al Grupo Descenso   |

 Fuente: CSL, Soccerway
Criterios de clasificación: 

- Durante la temporada: 1) Puntos; 2) Gol diferencia; 3) Goles anotados.
- Después de la temporada: 1) Puntos; 2) Puntos en partidos directos; 3) Gol diferencia en partidos directos; 4) Goles anotados en partidos directos; 5) Puntuaciones promedio de la liga de reserva y las ligas juveniles.

Notas:
1. 1 2  Resultados en partidos directos: Changchun Yatai 2–1 Shanghái Port, Shanghái Port 0–0 Changchun Yatai.

#### Resultados
| Local \ Visitante    | BJG | CCY | DLP | HEB | SHP | SHS | TJT | WUH |
| -------------------- | --- | --- | --- | --- | --- | --- | --- | --- |
| Beijing Guoan        |     | 2–1 | 2–0 | 2–1 | 1–1 | 4–2 | 0–0 | 2–1 |
| Changchun Yatai      | 2–0 |     | 3–1 | 3–0 | 2–1 | 1–0 | 0–0 | 0–0 |
| Dalian Pro           | 0–1 | 1–2 |     | 0–1 | 0–5 | 2–4 | 1–0 | 1–1 |
| Hebei                | 0–0 | 2–1 | 1–0 |     | 1–0 | 1–1 | 2–1 | 1–1 |
| Shanghái Port        | 3–1 | 0–0 | 3–0 | 1–0 |     | 1–0 | 5–0 | 3–0 |
| Shanghái Shenhua     | 2–1 | 1–2 | 3–2 | 0–0 | 1–1 |     | 1–0 | 0–0 |
| Tianjin Jinmen Tiger | 3–1 | 1–4 | 1–3 | 0–1 | 1–6 | 1–3 |     | 2–1 |
| Wuhan                | 0–2 | 2–2 | 2–1 | 1–1 | 0–0 | 1–3 | 1–1 |     |

## Grupo Campeonato
En esta fase los cuatro equipos del Grupo A se enfrentaron a los cuatro equipos del Grupo B en partidos de ida y vuelta, así cada equipo disputó en total 8 partidos, por ejemplo el equipo A1 jugó en ida y vuelta contra B1, B2, B3, y B4, de igual manera con el resto de integrantes del Grupo A y para el Grupo  B se invirtió el orden. Los partidos de esta ronda empezaron en diciembre de 2021 debido a la participación de la selección de China en las eliminatorias asiáticas para la Copa Mundial Catar 2022, el seleccionado nacional chino debió disputar fechas dobles en septiembre, octubre y noviembre, por lo cual a su regreso al país después de cada fecha que jugó de visitante en las tres ventanas internacionales, toda la delegación debió someterse a una cuarentena de 14 días a causa de la pandemia de covid-19.

### Tabla de posiciones
| Pos. | Equipo           | Pts. | PJ | G | E | P | GF | GC | Dif. |
| ---- | ---------------- | ---- | -- | - | - | - | -- | -- | ---- |
| 1    | Shandong Taishan | 18   | 8  | 5 | 3 | 0 | 17 | 6  | +11  |
| 2    | Shanghái Port    | 17   | 8  | 5 | 2 | 1 | 12 | 7  | +5   |
| 3    | Guangzhou        | 14   | 8  | 4 | 2 | 2 | 8  | 3  | +5   |
| 4    | Changchun Yatai  | 11   | 8  | 3 | 2 | 3 | 8  | 9  | −1   |
| 5    | Beijing Guoan    | 9    | 8  | 2 | 3 | 3 | 7  | 12 | −5   |
| 6    | Shenzhen         | 8    | 8  | 2 | 2 | 4 | 9  | 11 | −2   |
| 7    | Guangzhou City   | 8    | 8  | 2 | 2 | 4 | 11 | 10 | +1   |
| 8    | Hebei            | 2    | 8  | 0 | 2 | 6 | 3  | 17 | −14  |

 Fuente: CSL, Soccerway
Criterios de clasificación: 1) Puntos; 2) Puntos en partidos directos; 3) Gol diferencia en partidos directos; 4) Goles anotados en partidos directos; 5) Puntuaciones promedio de la liga de reserva y las ligas juveniles; 6) Gol diferencia; 7) Goles anotados; 8) Puntos disciplinarios (un punto por tarjeta amarilla, 3 puntos por tarjeta roja); 9) Sorteo.
Notas:
1. 1 2  Puntos en partidos directos: Shenzhen 3, Guangzhou City 3. Gol diferencia en partidos directos: Shenzhen +1, Guangzhou City –1.

### Resultados
| Local \ Visitante | SDT | GZH | SZH | GZC | SHP | CCY | BJG | HEB |
| ----------------- | --- | --- | --- | --- | --- | --- | --- | --- |
| Shandong Taishan  |     | —   | —   | —   | 2–2 | 2–1 | 2–1 | 2–0 |
| Guangzhou         | —   |     | —   | —   | 0–0 | 2–0 | 1–0 | 1–1 |
| Shenzhen          | —   | —   |     | —   | 1–3 | 0–1 | 0–1 | 3–0 |
| Guangzhou City    | —   | —   | —   |     | 1–2 | 0–2 | 5–0 | 2–1 |
| Shanghái Port     | 0–2 | 1–0 | 3–1 | 1–0 |     | —   | —   | —   |
| Changchun Yatai   | 1–1 | 0–2 | 1–1 | 2–1 | —   |     | —   | —   |
| Beijing Guoan     | 1–1 | 1–0 | 2–2 | 1–1 | —   | —   |     | —   |
| Hebei             | 0–5 | 0–2 | 0–1 | 1–1 | —   | —   | —   |     |

## Grupo Descenso
En esta fase los cuatro equipos del Grupo A se enfrentaron a los cuatro equipos del Grupo B en partidos de ida y vuelta, así cada equipo disputó en total 8 partidos, por ejemplo el equipo B5 jugó en ida y vuelta contra A5, A6, A7, y A8, de igual manera con el resto de integrantes del Grupo B y para el Grupo A se invirtió el orden. Los partidos de esta ronda empezaron en diciembre de 2021 debido a la participación de la selección de China en las eliminatorias asiáticas para la Copa Mundial Catar 2022, el seleccionado nacional chino debió disputar fechas dobles en septiembre, octubre y noviembre, por lo cual a su regreso al país después de cada fecha que jugó de visitante en las tres ventanas internacionales, toda la delegación debió someterse a una cuarentena de 14 días a causa de la pandemia de covid-19.

### Tabla de posiciones
| Pos. | Equipo                        | Pts. | PJ | G | E | P | GF | GC | Dif. |
| ---- | ----------------------------- | ---- | -- | - | - | - | -- | -- | ---- |
| 1    | Shanghái Shenhua              | 15   | 8  | 4 | 3 | 1 | 13 | 5  | +8   |
| 2    | Cangzhou Mighty Lions         | 14   | 8  | 4 | 2 | 2 | 12 | 9  | +3   |
| 3    | Dalian Pro                    | 12   | 8  | 4 | 0 | 4 | 9  | 8  | +1   |
| 4    | Henan Songshan Longmen        | 12   | 8  | 3 | 3 | 2 | 6  | 6  | 0    |
| 5    | Tianjin Jinmen Tiger          | 12   | 8  | 3 | 3 | 2 | 7  | 6  | +1   |
| 6    | Chongqing Liangjiang Athletic | 9    | 8  | 2 | 3 | 3 | 5  | 8  | −3   |
| 7    | Wuhan                         | 9    | 8  | 2 | 3 | 3 | 12 | 11 | +1   |
| 8    | Qingdao                       | 4    | 8  | 1 | 1 | 6 | 7  | 18 | −11  |

 Fuente: CSL, Soccerway
Criterios de clasificación: 1) Puntos; 2) Puntos en partidos directos; 3) Gol diferencia en partidos directos; 4) Goles anotados en partidos directos; 5) Puntuaciones promedio de la liga de reserva y las ligas juveniles; 6) Gol diferencia; 7) Goles anotados; 8) Puntos disciplinarios (un punto por tarjeta amarilla, 3 puntos por tarjeta roja); 9) Sorteo.
Notas:
1. 1 2 3  Puntos en partidos directos: Dalian Pro 9, Henan Songshan Longmen 5, Tianjin Jinmen Tiger 2.
2. 1 2  Puntos en partidos directos: Chongqing Liangjiang Athletic 4, Wuhan 1.

### Resultados
| Local \ Visitante             | CZL | CQL | QDA | HSL | TJT | DLP | WUH | SHS |
| ----------------------------- | --- | --- | --- | --- | --- | --- | --- | --- |
| Cangzhou Mighty Lions         |     | —   | —   | —   | 2–1 | 2–0 | 2–0 | 1–1 |
| Chongqing Liangjiang Athletic | —   |     | —   | —   | 0–1 | 0–1 | 0–0 | 0–0 |
| Qingdao                       | —   | —   |     | —   | 0–1 | 1–2 | 2–5 | 0–1 |
| Henan Songshan Longmen        | —   | —   | —   |     | 1–1 | 1–0 | 1–0 | 2–0 |
| Tianjin Jinmen Tiger          | 1–0 | 1–1 | 1–2 | 0–0 |     | —   | —   | —   |
| Dalian Pro                    | 1–2 | 0–1 | 4–1 | 1–0 | —   |     | —   | —   |
| Wuhan                         | 4–2 | 1–2 | 1–1 | 1–1 | —   | —   |     | —   |
| Shanghái Shenhua              | 1–1 | 4–1 | 3–0 | 3–0 | —   | —   | —   |     |

## Tabla acumulada
| Pos. | Equipo                        | Pts. | PJ | G  | E  | P  | GF | GC | Dif. | Clasificación o descenso                         |
| ---- | ----------------------------- | ---- | -- | -- | -- | -- | -- | -- | ---- | ------------------------------------------------ |
| 1    | Shandong Taishan (C)          | 51   | 22 | 15 | 6  | 1  | 47 | 16 | +31  | Fase de grupos de Liga de Campeones de la AFC    |
| 2    | Shanghái Port                 | 45   | 22 | 13 | 6  | 3  | 42 | 14 | +28  | Fase de grupos de Liga de Campeones de la AFC    |
| 3    | Guangzhou                     | 44   | 22 | 13 | 5  | 4  | 47 | 17 | +30  | Fase de grupos de Liga de Campeones de la AFC    |
| 4    | Changchun Yatai               | 39   | 22 | 11 | 6  | 5  | 31 | 20 | +11  | Ronda de play-off de Liga de Campeones de la AFC |
| 5    | Beijing Guoan                 | 33   | 22 | 9  | 6  | 7  | 26 | 28 | −2   |                                                  |
| 6    | Shenzhen                      | 32   | 22 | 9  | 5  | 8  | 33 | 29 | +4   |                                                  |
| 7    | Guangzhou City                | 29   | 22 | 7  | 8  | 7  | 32 | 31 | +1   |                                                  |
| 8    | Hebei                         | 25   | 22 | 6  | 7  | 9  | 15 | 28 | −13  |                                                  |
|      |                               |      |    |    |    |    |    |    |      |                                                  |
| 9    | Shanghái Shenhua              | 37   | 22 | 10 | 7  | 5  | 34 | 22 | +12  |                                                  |
| 10   | Henan Songshan Longmen        | 30   | 22 | 7  | 9  | 6  | 19 | 20 | −1   |                                                  |
| 11   | Cangzhou Mighty Lions         | 24   | 22 | 6  | 6  | 10 | 25 | 32 | −7   |                                                  |
| 12   | Tianjin Jinmen Tiger          | 21   | 22 | 5  | 6  | 11 | 18 | 35 | −17  |                                                  |
| 13   | Chongqing Liangjiang Athletic | 20   | 22 | 5  | 5  | 12 | 21 | 36 | −15  |                                                  |
| 14   | Wuhan                         | 20   | 22 | 3  | 11 | 8  | 23 | 30 | −7   |                                                  |
| 15   | Dalian Pro (D)                | 19   | 22 | 6  | 1  | 15 | 21 | 37 | −16  | Play-off de Promoción/Descenso                   |
| 16   | Qingdao (D)                   | 11   | 22 | 3  | 2  | 17 | 13 | 52 | −39  | Play-off de Promoción/Descenso                   |

 Fuente: CSL, Soccerway
Criterios de clasificación: 

- Durante la temporada: 1) Puntos; 2) Gol diferencia; 3) Goles anotados.
- Después de la temporada: 1) Puntos; 2) Puntos en partidos directos; 3) Gol diferencia en partidos directos; 4) Goles anotados en partidos directos; 5) Puntuaciones promedio de la liga de reserva y las ligas juveniles.

Notas:
1. ↑  Debido a que el ganador de la Copa FA de China 2021 (Shandong Taishan) ya aseguró su clasificación a la Liga de Campeones de la AFC como campeón de este torneo, el cupo que otorga la Copa FA fue cedido al tercer clasificado de la Superliga de China 2021.
2. 1 2  Puntos en partidos directos: Chongqing Liangjiang Athletic 4, Wuhan 1.

## Play-off de Promoción/Descenso

### Cuadro
| Equipo 1          | Agr. | Equipo 2              | Ida | Vuelta |
| ----------------- | ---- | --------------------- | --- | ------ |
| Chengdu Rongcheng | 2–1  | Dalian Pro            | 1–1 | 1–0    |
| Qingdao           | 0–1  | Zhejiang Professional | 0–1 | 0–0    |

### Partidos

#### Chengdu Rongcheng vs. Dalian Pro
| Ida; 8 de enero de 2022 | Chengdu Rongcheng | 1 – 1   | Dalian Pro     | Estadio Jiangyin, Suzhou                         |                                                  |
| 15:30 (UTC+8)           | Felipe 81' (pen.) | Reporte | Sun Guowen 42' | Asistencia: 0 espectadores Árbitro(s): Li Haixin | Asistencia: 0 espectadores Árbitro(s): Li Haixin |

| Vuelta; 12 de enero de 2022 | Dalian Pro | 0 – 1 (Global 1 – 2) | Chengdu Rongcheng | Estadio Jiangyin, Suzhou                        |                                                 |
| 15:30 (UTC+8)               |            | Reporte              | Rômulo 72'        | Asistencia: 0 espectadores Árbitro(s): Wang Zhe | Asistencia: 0 espectadores Árbitro(s): Wang Zhe |

#### Qingdao vs. Zhejiang Professional
| Ida; 8 de enero de 2022 | Qingdao | 0 – 1   | Zhejiang Professional | Olympic Sports Centre, Suzhou                |                                              |
| 15:30 (UTC+8)           |         | Reporte | Andrijašević 30'      | Asistencia: 0 espectadores Árbitro(s): Ma Li | Asistencia: 0 espectadores Árbitro(s): Ma Li |

| Vuelta; 12 de enero de 2022 | Zhejiang Professional | 0 – 0 (Global 1 – 0) | Qingdao | Olympic Sports Centre, Suzhou                     |                                                   |
| 15:30 (UTC+8)               |                       | Reporte              |         | Asistencia: 0 espectadores Árbitro(s): Shi Zhenlu | Asistencia: 0 espectadores Árbitro(s): Shi Zhenlu |

## Estadísticas

### Goleadores
| Pos. | Jugador           | Club             | Goles |
| ---- | ----------------- | ---------------- | ----- |
| 1    | Júnior Negrão     | Changchun Yatai  | 14    |
| 2    | Elkeson           | Guangzhou        | 11    |
| 3    | Alan Kardec       | Shenzhen         | 11    |
| 4    | Marouane Fellaini | Shandong Taishan | 10    |
| 5    | Guo Tianyu        | Shandong Taishan | 10    |

### Asistencias
| Pos. | Jugador                | Club           | Asistencias |
| ---- | ---------------------- | -------------- | ----------- |
| 1    | Oscar                  | Shanghái Port  | 11          |
| 2    | Juan Fernando Quintero | Shenzhen       | 7           |
| 3    | Yan Dinghao            | Guangzhou      | 6           |
| 4    | Alan Carvalho          | Guangzhou      | 5           |
| 5    | Guilherme              | Guangzhou City | 5           |